# Ознобишин, Алексей Александрович
Алексе́й Алекса́ндрович Озноби́шин (26 октября 1869 — 1929, Чехословакия) — русский общественный деятель и политик, член IV Государственной думы от Гродненской губернии, гродненский вице-губернатор.

## Биография
Происходил из потомственных дворян Гродненской губернии. Землевладелец той же губернии (539 десятин).
Окончил Императорское училище правоведения IX классом (1890), служил по Министерству юстиции: занимал должности помощника делопроизводителя, городского судьи в городе Белом Смоленской губернии.
Занимался сельским хозяйством и общественной деятельностью: избирался мировым судьей Режецкого округа Витебской губернии и почетным мировым судьей Гродненского уезда, гродненским уездным предводителем дворянства. В 1905—1906 годах занимал пост Гродненского вице-губернатора. Дослужился до чина статского советника, имел придворное звание камер-юнкера.
В 1912 году был избран в члены Государственной думы от съезда землевладельцев Гродненской губернии. Входил во фракцию русских националистов и умеренно-правых (ФНУП). Состоял товарищем председателя комиссии по судебным реформам, председателем комиссии об охоте, а также членом комиссий: по местному самоуправлению, об обязательном праве, о путях сообщения, бюджетной.
В Первую мировую войну состоял уполномоченным 30-го передового санитарно-питательного отряда Всероссийского земского союза. В 1916 году был за границей в составе парламентской делегации. 1 марта 1917, во время Февральской революции, сообщил председателю Думы М. В. Родзянко, что сочувствует революции и переходит во фракцию центра.
После Октябрьской революции эмигрировал. В 1919 году вошёл в состав делегации Белорусской Народной Республики на Парижской мирной конференции. Оставил воспоминания, опубликованные в 1927 году в Париже.
Умер в 1929 году в Чехословакии. Был холост.

## Сочинения
- Воспоминания члена IV Государственной думы. — Париж, 1927.